# Ferdenrothorn
Ferdenrothorn är en bergstopp i Schweiz. Den ligger i distriktet Raron och kantonen Valais, i den södra delen av landet. Toppen på Ferdenrothorn är 3 180 meter över havet.
Den högsta punkten i närheten är Balmhorn, 3 699 meter över havet, 2,1 km nordväst om Ferdenrothorn.
Trakten runt Ferdenrothorn består i huvudsak av kala bergstoppar.